# ラッピ州
ラッピ州 (ラッピしゅう、フィンランド語: Lapin lääni、スウェーデン語: Lapplands län)あるいはラップランド州は、かつて存在していたフィンランドの州。最も北に位置するフィンランド最大の州であった。ラップランドのうち、フィンランド領の部分。南でオウル州に隣接する。州都はロヴァニエミ。州の領域の半分以上が北極圏内である。州に属する県は、ラッピ県ただ一つで、ラッピ州とラッピ県は同一視されることが多かった。1938年にオウル州から分離して設置された。2010年1月1日、他の州と同じく廃止された。

## 行政区
- エノンテキオ(Enontekiö)
- イナリ(Inari)
- ケミ(Kemi)
- ケミヤルヴィ(Kemijärvi)
- ケミンマー(Keminmaa)
- キッティラ(Kittilä)
- コラリ(Kolari)
- ムオニオ(Muonio)
- ペルコセンニエミ(Pelkosenniemi)
- ペッロ(Pello)
- ポシオ(Posio)
- ラヌア(Ranua)
- ロヴァニエミ(Rovaniemi)
- サッラ(Salla)
- サビュコスキ(Savukoski)
- シモ(Simo)
- ソダンキュラ(Sodankylä)
- テルヴォラ(Tervola)
- トルニオ(Tornio)
- ウツヨキ(Utsjoki)
- イリトルニオ(Ylitornio)

## 著名な出身者
- ニルス＝アスラク・ヴァルケアパー - ミュージシャン、詩人
- アンディ・マッコイ - ロック・ミュージシャン